# Sci di fondo ai XXII Giochi olimpici invernali - 50 km maschile
Tra le competizioni dello sci di fondo che si terranno ai XXII Giochi olimpici invernali di Soči (in Russia) la 50 km maschile a tecnica libera con partenza di massa si è svolto il 23 febbraio sul tracciato di Krasnaja Poljana.
Il russo Aleksandr Legkov ha vinto la medaglia d'oro precedendo i connazionali Maksim Vylegžanin (medaglia d'argento) e Il'ja Černousov (medaglia di bronzo).
Detentore del titolo di campione olimpico uscente era il norvegese Petter Northug, che aveva vinto in tecnica classica sul tracciato di Whistler a Vancouver 2010, precedendo il tedesco Axel Teichmann (medaglia d'argento) e lo svedese Johan Olsson (medaglia di bronzo).

## Classifica di gara
| Pos. | Atleta                  | Nazione              | Tempo     | Distacco |
| ---- | ----------------------- | -------------------- | --------- | -------- |
|      | Aleksandr Legkov        | Russia               | 1h46'55"2 | —        |
|      | Maksim Vylegžanin       | Russia               | 1h46'55"9 | +0"7     |
|      | Il'ja Černousov         | Russia               | 1h46'56"0 | +0"8     |
| 4    | Martin Johnsrud Sundby  | Norvegia             | 1h46'56"2 | +1"0     |
| 5    | Sjarhej Dalidovič       | Bielorussia          | 1h47'09"5 | +14"3    |
| 6    | Robin Duvillard         | Francia              | 1h47'10"1 | +14"9    |
| 7    | Anders Södergren        | Svezia               | 1h47'13"0 | +17"8    |
| 8    | Daniel Richardsson      | Svezia               | 1h47'19"6 | +24"4    |
| 9    | Johan Olsson            | Svezia               | 1h47'27"3 | +32"1    |
| 10   | Iivo Niskanen           | Finlandia            | 1h47'27"5 | +32"3    |
| 11   | Roland Clara            | Italia               | 1h47'28"6 | +33"4    |
| 12   | Curdin Perl             | Svizzera             | 1h47'31"3 | +36"1    |
| 13   | Ivan Perrillat Boiteux  | Francia              | 1h47'31"7 | +36"5    |
| 14   | Martin Bajčičák         | Slovacchia           | 1h47'34"4 | +39"2    |
| 15   | Matti Heikkinen         | Finlandia            | 1h47'35"0 | +39"8    |
| 16   | David Hofer             | Italia               | 1h47'35"7 | +40"5    |
| 17   | Michail Semënov         | Bielorussia          | 1h47'36"0 | +40"8    |
| 18   | Petter Northug          | Norvegia             | 1h47'39"7 | +44"5    |
| 19   | Alex Harvey             | Canada               | 1h47'40"9 | +45"7    |
| 20   | Ivan Babikov            | Canada               | 1h47'41"8 | +46"6    |
| 21   | Tord Asle Gjerdalen     | Norvegia             | 1h47'43"5 | +48"3    |
| 22   | Remo Fischer            | Svizzera             | 1h47'44"2 | +49"0    |
| 23   | Lari Lehtonen           | Finlandia            | 1h47'48"7 | +53"5    |
| 24   | Bernhard Tritscher      | Austria              | 1h47'51"7 | +56"5    |
| 25   | Francesco De Fabiani    | Italia               | 1h47'51"8 | +56"6    |
| 26   | Noah Hoffman            | Stati Uniti          | 1h48'04"3 | +1'09"1  |
| 27   | Dario Cologna           | Svizzera             | 1h48'21"6 | +1'26"4  |
| 28   | Graeme Killick          | Canada               | 1h48'22"4 | +1'27"2  |
| 29   | Petr Novák              | Rep. Ceca            | 1h48'41"0 | +1h45"8  |
| 30   | Toni Livers             | Svizzera             | 1h48'49"9 | +1h54"7  |
| 31   | Lukáš Bauer             | Rep. Ceca            | 1h48'51"3 | +1h56"1  |
| 32   | Chris Andre Jespersen   | Norvegia             | 1h49'21"3 | +2'26"1  |
| 33   | Imanol Rojo             | Spagna               | 1h49'21"9 | +2'26"7  |
| 34   | Mark Starostin          | Kazakistan           | 1h49'34"1 | +2'38"9  |
| 35   | Jean-Marc Gaillard      | Francia              | 1h49'49"7 | +2'54"5  |
| 36   | Thomas Bing             | Germania             | 1h49'56"1 | +3'00"9  |
| 37   | Martin Jakš             | Rep. Ceca            | 1h50'00"5 | +3'05"3  |
| 38   | Konstantin Glavatskich  | Russia               | 1h50'33"4 | +3'38"2  |
| 39   | Axel Teichmann          | Germania             | 1h51'03"4 | +4'08"2  |
| 40   | Arnd Peiffer            | Germania             | 1h51'31"5 | +4'36"3  |
| 41   | Andrey Gridin           | Bulgaria             | 1h51h41"7 | +4'46"5  |
| 42   | Erik Lesser             | Germania             | 1h51h55"8 | +5'00"6  |
| 43   | Maurice Manificat       | Francia              | 1h52h01"6 | +5'06"4  |
| 44   | Aivar Rehemaa           | Estonia              | 1h52'22"1 | +5'26"9  |
| 45   | Martin Møller           | Danimarca            | 1h52'32"7 | +5'37"5  |
| 46   | Aliaksei Ivanou         | Bielorussia          | 1h52'52"9 | +5'57"7  |
| 47   | Javier Gutiérrez Cuevas | Spagna               | 1h53'02"5 | +6'07"3  |
| 48   | Yerdos Akhmadiyev       | Kazakistan           | 1h53'07"4 | +6'12"2  |
| 49   | Karel Tammjärv          | Estonia              | 1h53'23"0 | +6'27"8  |
| 50   | Milanko Petrović        | Serbia               | 1h53'35"1 | +6'39"9  |
| 51   | Brian Gregg             | Stati Uniti          | 1h55'02"3 | +8'07"1  |
| 52   | Jiří Magál              | Rep. Ceca            | 1h56'28"7 | +9'33"5  |
| 53   | Andrew Musgrave         | Gran Bretagna        | 1h57'08"9 | +10'13"7 |
| 54   | Sergej Čerepanov        | Kazakistan           | 1h57'24"2 | +10'29"0 |
| 55   | Evgenij Veličko         | Kazakistan           | 1h58'10"6 | +11'15"4 |
| 56   | Jesse Cockney           | Canada               | 1h59'16"6 | +12'21"4 |
| 57   | Kris Freeman            | Stati Uniti          | 1h59'46"7 | +12'51"5 |
| 58   | Edi Dadić               | Croazia              | 2h02'35"5 | +15'40"3 |
| 59   | Arvis Liepiņš           | Lettonia             | 2h04'45"6 | +17'50"4 |
| 60   | Xu Wenlong              | Cina                 | 2h08'02"0 | +21'06"8 |
|      | Darko Damjanovski       | Macedonia            | DNF       | DNF      |
|      | Veselin Tzinzov         | Bulgaria             | DNF       | DNF      |
|      | Mladen Plakalović       | Bosnia ed Erzegovina | DNF       | DNF      |
|      | Martti Jylhä            | Finlandia            | DNF       | DNF      |
|      | Johannes Dürr           | Austria              | DNS       | DNS DSQ  |
|      | Torin Koos              | Stati Uniti          | DNS       | DNS      |

Data: Domenica 23 febbraio 2014 

Ora locale: 11:00 
 
Pista: 
Legenda:
- DNS = non partito (did not start)
- DNF = prova non completata (did not finish)
- DSQ = squalificato (disqualified)
- Pos. = posizione